# Giraffoidea
Giraffoidea – nadrodzina ssaków kopytnych z infrarzędu Pecora w rzędzie parzystokopytnych (Atriodactyla).

## Podział systematyczny
Do nadrodziny należy jedna występująca współcześnie rodzina:
- Giraffidae J.E. Gray, 1821 – żyrafowate

Opisano również rodzinę wymarłą:
- Climacoceratidae W.R. Hamilton, 1978

Rodzaje wymarłe o statusie incertae sedis:
- Lorancameryx J. Morales, Pickford & Soria, 1993 – jedynym przedstawicielem był Lorancameryx pachyostoticus J. Morales, Pickford & Soria, 1993
- Sardomeryx Van der Made, 2008  – jedynym przedstawicielem był Sardomeryx oschirensis Van der Made, 2008
- Teruelia Moyà-Solà, 1987 – jedynym przedstawicielem był Teruelia adroveri Moyà-Solà, 1987